# زاهر سليمان الأغبري
زاهر سليمان عبد الله الأغبري (ولد في 28 مايو 1999 في عمان) لاعب كرة قدم عماني دولي يجيد اللعب في مركز الجناح الأيمن وبدرجة أقل الجناح الأيسر والوسط المهاجم. يلعب حاليا لصالح الخالدية في الدوري البحريني الممتاز من 2022.

## المسيرة الرياضية

### الأندية
نشأ في نادي السيب. في موسمه الأول 2017-2018 وفي بطولة دوري الدرجة الأولى (المستوى الثاني في عمان) ساهم في احتلال فريقه المركز الأول في المجموعة الأولى برصيد 16 نقطة من 10 مباريات وبالتالي تأهل إلى الدوري السداسي حيث ساهم في احتلال فريقه المركز الرابع برصيد 16 نقطة من 10 مباريات بفارق نقطة واحدة عن صاحب المركز الثالث المؤهل للصعود إلى دوري المحترفين. وفي بطولة كأس السلطان ساهم في وصول فريقه إلى الدور النصف النهائي عندما خسر من صحار 3-5 في مجموع المباراتين.
في موسمه الثاني 2018-2019 وفي بطولة دوري الدرجة الأولى ساهم في احتلال فريقه المركز الأول في المجموعة الثانية برصيد 20 نقطة من 10 مباريات وبالتالي تأهل إلى الدوري السداسي حيث ساهم في احتلال فريقه المركز الثاني برصيد 20 نقطة من 10 مباريات بفارق الأهداف عن البطل بهلاء وبالتالي صعد إلى دوري المحترفين. وفي بطولة كأس السلطان ساهم في وصول فريقه إلى الدور الربع النهائي عندما خسر من صور بقاعدة الأهداف خارج الأرض عندما تعادل 1-1 في مجموع المباراتين.
في موسمه الثالث 2019-2020 وفي بطولة دوري المحترفين ساهم في تتويج فريقه بالبطولة بعدما تصدر الترتيب برصيد برصيد 57 نقطة من 26 مباراة بفارق خمس نقاط عن وصيفه ظفار وبالتالي حقق الأغبري أولى بطولاته الشخصية. وفي بطولة كأس السلطان ساهم في وصول فريقه إلى الدور الثمن النهائي عندما خسر من ظفار 0-1. وفي بطولة كأس الاتحاد العماني ساهم في وصول فريقه إلى الدور النصف النهائي عندما خسر من ظفار 0-1.
في موسمه الرابع والأخير 2020-2021 وفي بطولة دوري المحترفين ساهم في احتلال فريقه المركز الثاني برصيد 22 نقطة من عشر مباريات ثم ألغيت البطولة بسبب انتشار جائحة كورونا. وفي بطولة كأس السلطان ساهم في وصول فريقه إلى الدور النصف النهائي عندما خسر من ظفار 1-2 في مجموع المباراتين. وفي بطولة كأس الاتحاد الآسيوي انسحب فريقه من المشاركة فيها.
في 9 سبتمبر 2021 انتقل الأغبري من السيب إلى نادي مس رفسنجان الإيراني في الدرجة الممتازة. في موسمه الوحيد 2021-2022 وفي بطولة الدوري ساهم في احتلال فريقه المركز السادس برصيد 45 نقطة من 30 مباراة بفارق 11 نقطة عن صاحب المركز الثالث المؤهل إلى دوري أبطال آسيا. وفي بطولة كأس إيران ساهم في وصول فريقه إلى الدور الربع النهائي عندما خسر من خلیج فارس ماهشهر من الدرجة الثانية (المستوى الثالث في إيران) بركلات الترجيح.
في 21 يوليو 2022 انتقل الأغبري من مس رفسنجان إلى الخالدية البحريني في صفقة انتقال حر.

### المنتخبات
في 14 نوفمبر 2019 شارك الأغبري في أول مباراة دولية مع منتخب عمان وكانت أمام بنغلاديش ضمن تصفيات كأس العالم 2022 – آسيا الجولة الثانية وانتهت بفوز عمان 4-1. ثم شارك في أربع مباريات أخرى في نفس التصفيات ليساهم في احتلال عمان المركز الثاني في المجموعة الخامسة برصيد 18 نقطة من 8 مباريات وبالتالي تأهل إلى كأس آسيا 2023 وتصفيات كأس العالم 2022 – آسيا الجولة الثالثة.
في تصفيات كأس العرب 2021 ساهم في فوز عمان على الصومال 2-1 ليتأهل إلى نهائيات البطولة ولكنه تم استبعاده من المشاركة في النهائيات.
في تصفيات كأس العالم شارك الأغبري في ثمان مباريات من أصل عشر مباريات وساهم في حصد عشر نقاط وبالتالي احتل عمان المركز الرابع برصيد 14 نقطة من 10 مباريات بفارق نقطة واحدة عن صاحب المركز الثالث أستراليا التي تأهل إلى الملحق الآسيوي.

## الإنجازات

### الأندية

#### السيب
- دوري المحترفين العماني (1): 2019-2020